# واترپلو در المپیک تابستانی ۱۹۶۸
واترپلو در بازی‌های المپیک تابستانی ۱۹۶۸ نام رویداد ورزش واترپلو در بازی‌های المپیک تابستانی بود که در سال ۱۹۶۸ برگزار شد.